# Saint-Cirgues-de-Malbert
Saint-Cirgues-de-Malbert är en kommun i departementet Cantal i regionen Auvergne-Rhône-Alpes i mitten av Frankrike. Kommunen ligger  i kantonen Saint-Cernin som ligger i arrondissementet Aurillac. År 2022 hade Saint-Cirgues-de-Malbert 250 invånare.

## Befolkningsutveckling
Antalet invånare i kommunen Saint-Cirgues-de-Malbert
Referens:INSEE